# Aventura celor trei Garrideb
Aventura celor trei Garrideb (în engleză The Adventure of the Three Garridebs) este una dintre cele 56 povestiri scurte cu Sherlock Holmes ale lui Sir Arthur Conan Doyle și a cincea povestire din volumul Arhiva lui Sherlock Holmes. În reeditările mai noi ale volumului, ea este a șasea povestire.
Ea a fost publicată la 25 octombrie 1924 în revista "Collier’s Weekly Magazine" și în ianuarie 1925 în revista Strand Magazine (ilustrată de Howard K. Elcock), apoi în volumul "Arhiva lui Sherlock Holmes" (în engleză The Case-Book of Sherlock Holmes) editat în 1927 de John Murray din Anglia. 

## Subiect

### Misterul inițial
Potrivit relatării de la început a dr. Watson, acțiunea din această povestire se petrece la "sfârșitul lui iunie 1902 (...) aceeași lună în care Holmes a refuzat titlul de cavaler pentru servicii care ar putea să fie prezentate într-o zi."
Holmes primește o scrisoare de la un anumit Nathan Garrideb domiciliat pe 136 Little Ryder Street , în care acesta îi cere ajutorul într-o căutare foarte ciudată. El caută un alt bărbat care poartă numele său neobișnuit, găsirea acestuia urmând să-i aducă o moștenire de 5 milioane de dolari. Nathan Garrideb fusese contactat anterior de un alt bărbat, John Garrideb din Kansas, care i-a spus că ei trebuie să găsească un al treilea bărbat cu același nume pentru a intra în posesia unei moșteniri de 15 milioane de dolari.
Garrideb-ul american vine să-i vadă pe Holmes și Watson la locuința lor din 221B Baker Street și nu este prea bucuros de faptul că Nathan Garrideb a implicat un detectiv. Garrideb, care pretinde că este avocat, le spune o poveste ridicolă despre un anumit Alexander Hamilton Garrideb, un proprietar de terenuri milionar pe care l-a întâlnit în Kansas. Hamilton Garrideb i-a lăsat moștenire averea sa de 15 milioane dolari lui John Garrideb cu condiția ca acesta să găsească alți doi Garridebi cu care să o împartă în trei părți egale. El a venit în Anglia pentru a căuta oameni cu acest nume, ca urmare a faptului că nu reușise să-i găsească în propria sa țară. Până în prezent, el l-a găsit doar pe Nathan.

### Rezolvare
În timpul acestei întrevederi, Holmes detectează multe discrepanțe în relatarea lui John Garrideb, dar decide să-i lase impresia că a fost convins că povestea este veridică. Această relatare ridicolă trezește intereseul lui Holmes și el decide să-l contacteze pe Nathan Garrideb pentru a afla mai multe informații. La sosirea sa pe strada Little Ryder, Holmes observă plăcuța cu numele lui Nathan Garrideb pe zidul casei. Acesta se afla acolo, evident, de ani de zile, așa că Holmes ajunge la concluzia că Garrideb este numele adevărat al clientului său.
Nathan Garrideb este un bătrân excentric care colecționează de toate de la monezi vechi la oase vechi. Camerele lui Garrideb arată ca un mic muzeu. El este, evident, un colecționar serios, dar nu are nimic de mare valoare în colecția lui. Holmes constată faptul că John Garrideb nu a cerut niciun ban și nici nu a sugerat ce ar trebui făcut. Nathan Garrideb are nici un motiv, se pare, să fie suspicios pe John Garrideb. Acest lucru îl nedumerește pe Holmes.
În timpul vizitei lui Holmes și Watson, John Garrideb sosește într-o stare de spirit mai vesel. El a găsit, se pare, un al treilea Garrideb, aducând ca dovadă un anunț din ziar pe care se presupune că l-ar fi lăsat un constructor de utilaje agricole pe nume Howard Garrideb pentru a-și face reclamă activităților sale. Observând prezența în anunț a unor termeni din engleza americană, Holmes presupune că John Garrideb el cel care a plasat anunțul în ziar.
În ciuda obiecțiilor lui Nathan Garrideb - pentru că el este un om care ieșea foarte rar din casă și nu prea călătorește - John Garrideb insistă ca Nathan să se ducă la Birmingham pentru a se întâlni cu Howard Garrideb. Pentru Holmes devine clar motivul pentru care a fost spusă această "tiradă de minciuni". John Garrideb vrea ca Nathan Garrideb să fie plecat din casă pentru o perioadă de timp.
A doua zi le aduce informații proaspete. Holmes se duce pentru a-l vedea pe inspectorul Lestrade, cel considerat "lipsit de imaginație", de la Scotland Yard și îi este prezentată o serie de fotografii. Detectivul îl recunoaște într-una din fotografii pe John Garrideb. Identitatea lui adevărată este James Winter, alias Morecroft, alias "Ucigașul" Evans, care a fost întemnițat pentru împușcarea unui om, dar a scăpat de spânzurătoare datorită unor circumstanțe atenuante (cel ucis a fost cel care a provocat cearta). Omul pe care l-a ucis a fost Rodger Prescott, un falsificator de bani din Chicago, care pare a fi după descriere fostul ocupant al locuinței lui Nathan Garrideb.
În aceeași seară, Holmes și Watson se duc acasă la Garrideb înarmați cu revolvere. Ei nu au trebuit să aștepte prea mult înainte ca Winter să apară. Din ascunzătoare, Holmes și Watson l-au văzut pe criminal folosind un șperaclu pentru a deschide o trapă secretă care ascundea o mică pivniță. Ei îl capturează pe Winter, dar nu înainte ca acesta să tragă două focuri de armă, rănindu-l pe Watson în picior. Pentru un moment, Holmes își prezintă latura sa umană; el este destul de îngrijorat cu privire la rana lui Watson și îl lovește pe falsul Garrideb destul de puternic în cap cu patul unui pistol, provocându-o rană din care curgeau șiroaie de sânge, spunându-i lui Winter că nu ar fi ieșit viu din cameră daca l-ar fi ucis pe Watson. Din fericire, rana lui Watson se dovedește a fi "destul de superficială". Mica pivniță conținea o presă tipografică și teancuri de bancnote contrafăcute, ascunse acolo de Prescott, omul pe care l-a ucis Evans.
Winter este trimis din nou la închisoare. Nathan Garrideb sfârșește într-un azil din Brixton din cauza dezamăgirii provocate de spulberarea visurilor sale, iar mulți angajați ai CID au fost bucuroși că mașinăria lui Prescott a fost în cele din urmă găsită.

## Personaje
- Sherlock Holmes
- doctorul Watson
- Nathan Garrideb - colecționar bătrân și excentric
- James Winter (alias Morecroft/Ucigașul Evans/John Garrideb) - ucigaș originar din America

## Adaptări
Nou-înființatul post de televiziune NBC i-a cerut permisiunea lui Lady Conan Doyle pentru realizarea unei adaptări pentru televiziune a povestirii "Aventura celor trei Garrideb" în 1937.  Aceasta este prima adaptare pentru televiziune a unei povestiri cu Sherlock Holmes.  Hector Louis a interpretat rolul lui Holmes, iar William Podmore pe cel al lui Watson. 
Episodul din 1994 al serialului TV Sherlock Holmes produs de Granada Television conține materiale contopite din "Cazul diamantului Mazarin", "Aventura celor trei Garrideb" și "Aventura chiriașei cu văl", fiind transmis sub titlul The Mazarin Stone.  În timpul filmării adaptării pentru televiziune a acestei povestiri, actorul Jeremy Brett s-a îmbolnăvit grav, iar rolul lui Sherlock Holmes din povestire a fost luat de Mycroft Holmes, interpretat de actorul Charles Gray care a fost chemat printr-o scrisoare scurtă pentru a-și relua rolul de frate mai mare al lui Sherlock. 
În acest episod, Jeremy Brett apare foarte puțin în rolul lui Holmes din cauza faptului că era grav bolnav. În locul său, Charles Gray apare iarăși ca Mycroft Holmes. Unii critici notează că "În afară de a fi extrem de distractiv, Memoriile lui Sherlock Holmes are nefericitul bonus de urmărire a declinului stării de sănătate a lui Jeremy Brett, episod după episod."

## Traduceri în limba română
- Cazul celor trei Garrideb - în volumul "Vampirul din Sussex" (Ed. Vremea SC, București, 1992), traducere de Daniela Caraman-Fotea
- Aventura celor trei Garrideb - în volumul "Aventurile lui Sherlock Holmes. Vol IV" (Colecția Adevărul, București, 2010), traducere de Alina Claudia Begu
- Aventura celor trei Garrideb - în volumul "Aventurile lui Sherlock Holmes. Vol. IV" (Colecția Adevărul, București, 2011) - traducere de Alina Claudia Begu